# Chiesa di Santa Caterina d'Alessandria (Locarno)
La chiesa di Santa Caterina d'Alessandria è un edificio religioso barocco sorto al posto di una struttura medievale a Locarno, in via delle Monache. Alla chiesa è annesso un convento.

## Storia
La prima citazione dell'edificio, all'epoca convento dell'Ordine degli Umiliati, risale al 1291. Nel 1591, a seguito della soppressione dell'ordine, però, l'edificio fu annesso al vicino ospedale. Nel Seicento, infine, la chiesa fu modificata radicalmente secondo il gusto barocco e nel 1616 fu riconsacrata. Nello stesso anno iniziò la costruzione del convento, che dal 1627 ospitò le monache dell'Ordine di Sant'Agostino. Nel 1621 fu realizzato il portale che si apre sulla facciata. Quest'ultima subì una modifica nel Settecento.

## Interno
Con la riconsacrazione della chiesa vennero fatti degli interventi decorativi. Quelli attuali sono della metà del XVIII secolo.
Infatti la decorazione a stucco, di notevole fattura e impatto visivo, è da attribuirsi a Giuseppe Maria Pancaldi e datata 1741.
Sempre settecentesca, e tutta di mano del pittore Giuseppe Antonio Felice Orelli, è la parte della decorazione a fresco della volta con Sant'Agostino in gloria. Le due pale d'altare rappresentanti Lo sposalizio mistico di Santa Caterina e La presentazione al tempio di Maria, sono sempre dello stesso pittore.